# Limba punică
Limba punică, o limbă semitică, era o variantă a limbii feniciene, utilizată în principal de cartaginezi, descendenți ai coloniștilor fenicieni din Cartagina, o colonie fondată de fenicienii din Tir în nordul Africii în jurul anului 814 î.Hr. Aceasta a fost limba oficială a Imperiului Cartaginez și a jucat un rol important în regiunea mediteraneană până la cucerirea romană din 146 î.Hr.

### Origine și răspândire
- Originea lingvistică: Punica făcea parte din ramura canaanită⁠(d) a limbilor semitice, înrudită cu feniciana, ebraica și alte limbi canaanite.
- Răspândirea geografică: Vorbită inițial în Cartagina, limba s-a extins în toată zona de influență cartagineză, inclusiv în nordul Africii, Sicilia, Sardinia, Corsica, sudul Spaniei și Malta.

### Caracteristici lingvistice
- Scrierea: Limba punică folosea alfabetul fenician, un sistem de scriere consonantic care omitea în mod obișnuit vocalele. Textul era scris de la dreapta la stânga.
- Structura: Era o limbă aglutinantă, cu o gramatică tipică limbilor semitice, incluzând un sistem de rădăcini triliterale.
- Vocabular: Deși există influențe locale (berbere, grecești, romane), punica a păstrat multe caracteristici comune cu feniciana.

### Influențe culturale și religioase
- Limba era strâns legată de religia cartagineză, care avea rădăcini feniciene. Termenii religioși, precum cei referitori la Baal Hammon și Tanit (zeii principali), sunt bine documentați.
- Punica a fost și o limbă comercială, utilizată pe scară largă pentru comerț și comunicare în lumea mediteraneană.